# Panarelli
I Panarelli sono un gruppo di cinque minuscole isolette appartenenti all'arcipelago delle isole Eolie, in Sicilia, Italia. Amministrativamente appartengono a Lipari, comune italiano della città metropolitana di Messina.
Il piccolo gruppo di scogli, appena affioranti dal pelo dell'acqua, si trova nei pressi di Dattilo, nel miniarcipelago dell'isola di Panarea. Assieme ai numerosi scogli vicini (Basiluzzo, Dattilo, Lisca Bianca, Bottaro e altri), gli isolotti sono ciò che resta di antiche bocche vulcaniche appartenenti all'apparato di Panarea, formatesi circa 130 000 anni fa. In passato tutti gli scogli erano molto probabilmente uniti fra loro a formare un'isola più grande (forse collegata alla stessa Panarea), ma in seguito all'erosione degli agenti atmosferici e a fenomeni di bradisismo, essa si separò in più terre emerse, processo completatosi circa 10 000 anni fa.